# Tadahiko Ueda
Tadahiko Ueda (上田 忠彦 Ueda Tadahiko?,  3 de agosto de 1947 en Kioto - 15 de abril de 2015) fue un futbolista japonés que se desempeñaba como defensa.
Ueda jugó 13 veces y marcó 7 goles para la Selección de fútbol de Japón entre 1970 y 1971. Ueda fue elegido para integrar la selección nacional de Japón para los Juegos Asiáticos de 1970.

## Trayectoria

### Clubes
| Club         | País  | Año         |
| ------------ | ----- | ----------- |
| Nippon Steel | Japón | 1970 - 1973 |

### Selección nacional
| Selección | País  | Año         |
| --------- | ----- | ----------- |
| Absoluta  | Japón | 1970 - 1971 |

## Estadística de equipo nacional
| Selección de Japón | Selección de Japón | Selección de Japón |
| Año                | Part.              | Goles              |
| ------------------ | ------------------ | ------------------ |
| 1970               | 10                 | 7                  |
| 1971               | 3                  | 0                  |
| Total              | 13                 | 7                  |

## Palmarés

### Distinciones individuales
| Distinción                  | Año  |
| --------------------------- | ---- |
| Japan Soccer League Best XI | 1970 |